# VfL Osnabrück
Verein für Leibesübungen von 1899 e.V. Osnabrück, znany jako VfL Osnabrück – niemiecki klub piłkarski z siedzibą w Osnabrücku.

## Historia
Klub został założony w lipcu 1899 roku jako FC Osnabrück. Oficjalnie zarejestrowany został jednak dopiero 8 marca 1925 roku. Wówczas nazwa zespołu brzmiała SC Rapid Osnabrück. Po raz pierwszy w drugiej lidze zagrał w 1982 roku. Wcześniej występował co prawda w 2. Bundesliga Nord, jednak były to rozgrywki przeznaczone tylko dla północnej części kraju. Po II wojnie światowej klub zmienił nazwę na 1. FSV Osnabrueck. W drugiej lidze grał kolejno w latach 1986–1993, 2001 oraz 2004. W sezonie 2006/2007 „The Violets” zwyciężyli w rozgrywkach Regionalligi i po raz piąty w historii klubu awansowali do 2. Bundesligi. W sezonie 2008/2009 ponownie spadli do trzeciej ligi. Po roku, awansowali w 2010 ponownie do 2. Bundesligi, zajmując 1. miejsce w 3. Bundeslidze. W sezonie 2010/11 drużyna zajęła 16. miejsce w lidze i zmierzyła się w barażach z zespołem Dynamo Drezno, które przegrała i została zdegradowana do 3. ligi.

## Sukcesy
- Mistrzostwo 3. Ligi: 2010, 2019
- Awans do 2. Bundesligi: 2000, 2003, 2007, 2010, 2019, 2023

## Zawodnicy

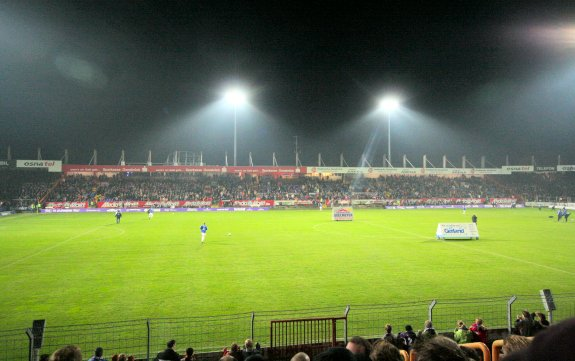
Stadion Osnatel-Arena

Reprezentanci kraju w klubie
| - Heinz Flotho - Matthias Billen - Theo Schönhöft - William Hartwig - Erwin Kostedde - Ronald Maul - Patrick Owomoyela - René Schneider - Mark Burton - Aaran Lines - Valdas Trakys - Dimitrijus Guscinas |  | - Gunnar Gíslason - Amarildo Zela - Jacek Grembocki - Joe Enochs - Hasan Vural - Christoph Westerthaler - Abu Njie - Toni Miczewski - Džemal Berberović - István Ferenczi - Daniel Chitsulo - Assimiou Touré - Sebastian Tyrała |